# Pro Hetzendorf
Pro Hetzendorf (PH) ist eine politische Partei in Österreich. Sie erreichte bei der Bezirksvertretungswahl in Wien 2020 am 11. Oktober 2020 im 12. Wiener Gemeindebezirk Meidling 3,06 % und damit einen Sitz in der Meidlinger Bezirksvertretung. Somit stellt die Partei bereits seit der Bezirksvertretungswahl in Wien 2001 konstant einen Bezirksrat in Meidling.

## Grundsätze
Die Partei sieht sich vor allem als Vertretung der  Bürger des Meidlinger Bezirksteils Hetzendorf. Ihre Kernanliegen sind eine Stärkung des Mitspracherechts der  Bürger, eine Sicherung des Grünraums, sowie eine Attraktivierung des öffentlichen Verkehrs.